# Olive comprese
Olive comprese è un romanzo di Andrea Vitali, pubblicato nel 2006. Come la maggior parte dei suoi libri è caratterizzato dalla collocazione geografica sulle natie rive del lago di Como.

## Trama
Bellano cittadina sul lago di Como, ventennio fascista; il responsabile della locale stazione dei carabinieri, il Maresciallo Ernesto Maccadò (di origini calabresi), nelle sue indagini affronta i piccoli e grandi segreti dei paesani, dalla morte dell'anziana vedova Fioravanti (e del suo succulento gatto), alle bravate di quattro giovinastri di buona famiglia, dalla presunta capacità di rievocare i morti della signora Dilenia (moglie del podestà di Bellano), alla scomparsa nella guerra civile spagnola del giovane Girabotti. 
Tutte le vicende sono legate dalla costante presenza del medico del paese, dottor Lesti, e dei membri della famiglia Navacchi. Sarà proprio la giovane e scialba Filzina Navacchi a sorprendere l'intero paese sposando Evaristo Sperati il più intemperante (e dotatissimo) ragazzo del paese.

## Edizioni
- Olive comprese, Collana Narratori moderni, Milano, Garzanti, 2006,  p. 445, ISBN 978-88-116-6583-0. - Collana Bestseller n.19, Milano, SuperPocket 2009, ISBN 978-88-462-1025-8; Collana Super Elefanti Bestseller, Garzanti, 2013, ISBN 978-88-116-8275-2; Collana Elefanti Bestseller, Garzanti, 2017, ISBN 978-88-116-7382-8; Collana Gli Elefanti. Narrativa, Garzanti, II ed. 2021, ISBN 978-88-116-8944-7.